# Малаков Василь Федорович
Василь Федорович Мала́ков (18 квітня 1902, Нижня Верея — 1 квітня 1988, Київ) — український радянський журналіст, драматург. Батько Георгія та Дмитра, дід Олени Малакових.

## Біографія
Народився 5 [18] квітня 1902 року в селі Нижній Вереї (нині Нижньогородська область, Російська Федерація). Протягом 1910—1918 років навчався у Гімназії Іліади в Одесі.
У 1919—1922 роках учителював на Поділлі; у 1923—1928 роках працював журналістом; у 1929—1941 роках обіймав інженерні посади на автотранспортних підприємствах, одночасно протягом 1930—1932 років навчався у Московському транспортно-економічному інституті.
Брав участь у німецько-радянській війні. Мав військове звання старшого лейтенанта. Нагороджений орденом Вітчизняної війни II ступеня (6 квітня 1985), медалями «За бойові заслуги» (4 вересня 1944), «За перемогу над Німеччиною» (9 травня 1945).
Після війни працював у Києві: упродовж 1946—1950 років завідував відділом в Українську театральному товаристві; у 1950—1957 роках — відділом технічної інформації Українського науково-дослідного інституту будівництва; у 1958—1962 роках працював на посаді вченого секретаря відділу технічної інформації Академії будівництва і архітектури Української РСР. Помер у Києві 1 квітня 1988 року.

## Творчість
У творчому доробку кореспонденції, повісті, оповідання, нариси, п'єси, зокрема:
- «Людина живе тільки раз» (1946; у 1947—1950 роках йшла на сценах Сумського, Рівненського, Житомирського, Миколаївського, Проскурівського, Бердичівського театрів);
- у співавторстві із Д. Шкневським:
  - «Державна справа» (1940; Київський український драматичний театр імені Івана Франка, Сталінський український музично-драматичний театр імені Артема);
  - «Петербурзькі ночі» (1948—1962; драматичні театри у Вінниці, Львові, Полтаві, Дніпропетровську, Хмельницькому, Запоріжжі, Сімферополі);
  - «Схвильоване море» (1959—1962; Львівський український драматичний театр імені Марій Заньковецької, Дніпропетровський український драматичний театр імені Тараса Шевченка).

Також автор творів: «Красная гать» (1930), «Через межи» (1930), «Великий путь» (1940), «Хвилі» (1961), «Шквал» (1966). Написав спогади про громадянську війну та утвердження радянської влади на Поділлі у 1916–1922 роках.